# Liste der Stolpersteine in Bregenz

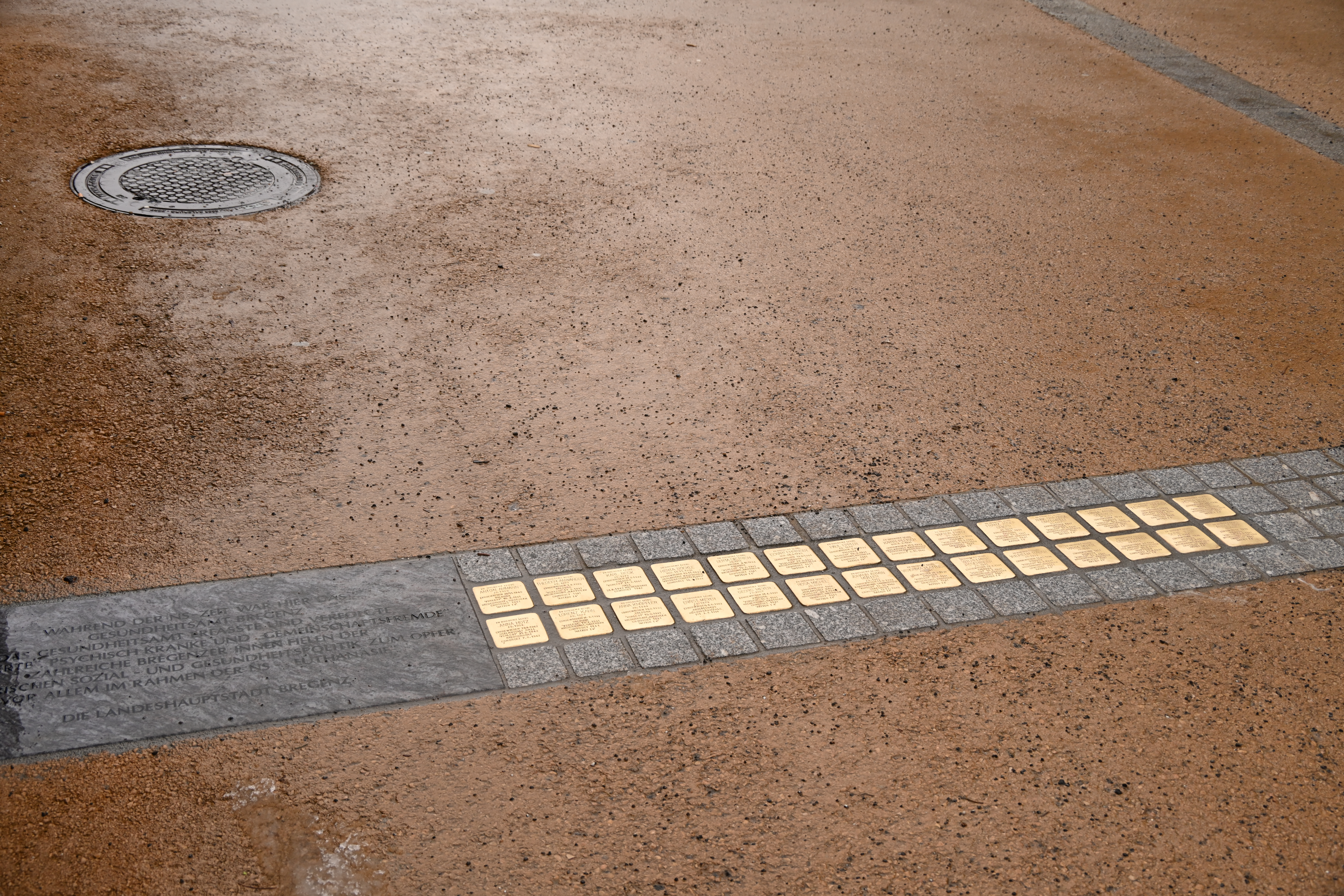
Stolpersteine in Bregenz

Die Liste der Stolpersteine in Bregenz enthält die Stolpersteine in Bregenz, die an das Schicksal der Menschen erinnern, die von den Nationalsozialisten ermordet wurden. Stolpersteine sind ein Projekt des Künstlers Gunter Demnig.

## Verlegte Stolpersteine
In Bregenz wurden 28 Stolpersteine verlegt, sie befinden sich in der Rathausstraße vor dem ehemaligen Gesundheitsamt. Alle 28 Menschen waren Opfer von Krankenmorden.

Die Tabelle sind teilweise sortierbar; die Grundsortierung erfolgt alphabetisch nach dem Familiennamen.
| Stolperstein | Inschrift | Name, Biografie                      |
| ------------ | --- | ------------------------------------ |
|              | IN BREGENZ LEBTE ANTON AMMANN GEB. 1900 EINGEWIESEN 26.11.1940 VALDUNA 'VERLEGT' 10.2.1941 NIEDERNHART, HARTHEIM ERMORDET 1941 'AKTION T4'                  | Anton Ammann (1900–1941)             |
|              | IN BREGENZ LEBTE KARL BECK GEB. 1878 EINGEWIESEN 27.2.1941 VALDUNA 'VERLEGT' 24.3.1941 HALL 31.8.1942 NIEDERNHART ERMORDET 1942                             | Karl Beck (1878–1942)                |
|              | IN BREGENZ LEBTE HERTA BÖCKLE GEB. 14.11.1938 EINGEWIESEN 13.11.1943 HEILANSTALT KAUFBEUREN 'KINDERFACHABTEILUNG' ERMORDET 18.6.1944                        | Herta Böckle (1938–1944)             |
|              | IN BREGENZ LEBTE BERTA DIETRICH GEB. 1874 EINGEWIESEN 9.10.1934 VALDUNA 'VERLEGT' 10.2.1941 NIEDERNHART, HARTHEIM ERMORDET 1941 'AKTION T4'                 | Berta Dietrich (1874–1941)           |
|              | IN BREGENZ LEBTE ECKART EHRINGER GEB. 26.5.1935 EINGEWIESEN 14.2.1941 VALDUNA 'VERLEGT' 17.3.1941 NIEDERNHART, HARTHEIM ERMORDET 1941 'AKTION T4'           | Eckart Ehringer (1935–1941)          |
|              | IN BREGENZ LEBTE PAUL EPPLER GEB. 1873 EINGEWIESEN 5.12.1933 VALDUNA 'VERLEGT' 10.2.1941 NIEDERNHART, HARTHEIM ERMORDET 1941 'AKTION T4'                    | Paul Eppler (1873–1941)              |
|              | IN BREGENZ LEBTE KARIN FLEISCH GEB. 5.9.1941 EINGEWIESEN 31.5.1943 HEILANSTALT KAUFBEUREN 'KINDERFACHABTEILUNG' ERMORDET 2.10.1944                          | Karin Fleisch (1941–1944)            |
|              | IN BREGENZ LEBTE VIKTOR FRITZ GEB. 1904 EINGEWIESEN 1.3.1939 VALDUNA 'VERLEGT' 10.2.1941 NIEDERNHART, HARTHEIM ERMORDET 1941 'AKTION T4'                    | Viktor Fritz (1904–1944)             |
|              | IN BREGENZ LEBTE FRANZ JOSEF GEIGER GEB. 1906 EINGEWIESEN 1932 VALDUNA 'VERLEGT' 10.2.1941 NIEDERNHART, HARTHEIM ERMORDET 1941 'AKTION T4'                  | Franz Josef Geiger (1906–1941)       |
|              | IN BREGENZ LEBTE ANNA GRAZIOSA GIACOMELLI GEB. 1897 EINGEWIESEN 1927 VALDUNA 'VERLEGT' 17.3.1941 NIEDERNHART, HARTHEIM ERMORDET 1941 'AKTION T4'            | Anna Graziosa Giacomelli (1897–1941) |
|              | IN BREGENZ LEBTE MARIA ANNA GORBACH GEB. 1892 EINGEWIESEN 1932 VALDUNA 'VERLEGT' 10.2.1941 NIEDERNHART, HARTHEIM ERMORDET 1941 'AKTION T4'                  | Maria Anna Gorbach (1892–1941)       |
|              | IN BREGENZ LEBTE HERMINE GRUBER GEB. 1902 EINGEWIESEN 1929 HEILANSTALT HALL 'VERLEGT' 10.12.1940 HARTHEIM ERMORDET 1940 'AKTION T4'                         | Hermine Gruber (1902–1940)           |
|              | IN BREGENZ LEBTE HERTA HIRSCH GEB. 1920 EINGEWIESEN 2.11.1935 VALDUNA 'VERLEGT' 10.2.1941 NIEDERNHART, HARTHEIM ERMORDET 1941 'AKTION T4'                   | Herta Hirsch (1920–1941)             |
|              | IN BREGENZ LEBTE ANNA HOTZ GEB. 1904 EINGEWIESEN 23.4.1942 HEILANSTALT HALL 'VERLEGT' 31.8.1942 NIEDERNHART ERMORDET 7.9.1942                               | Anna Hotz (1904–1942)                |
|              | IN BREGENZ LEBTE LORENZ KAHN GEB. 1892 EINGEWIESEN 21.3.1933 VALDUNA 'VERLEGT' 10.2.1941 NIEDERNHART, HARTHEIM ERMORDET 1941 'AKTION T4'                    | Lorenz Kahn (1892–1941)              |
|              | IN BREGENZ LEBTE ANNA KNÖPFLER GEB. 1884 EINGEWIESEN 19.2.1933 VALDUNA 'VERLEGT' 10.2.1941 NIEDERNHART, HARTHEIM ERMORDET 1941 'AKTION T4'                  | Anna Knöpfler (1884–1941)            |
|              | IN BREGENZ LEBTE ERNST MEYER GEB. 1878 EINGEWIESEN 8.8.1942 ARBEITSHAUS HERZOGSÄGMÜHLE TOT 3.7.1944                                                         | Ernst Meyer (1878–1944)              |
|              | IN BREGENZ LEBTE GEORG MEYER GEB. 1907 EINGEWIESEN 27.4.1939 VALDUNA 'VERLEGT' 10.2.1941 NIEDERNHART, HARTHEIM ERMORDET 1941 'AKTION T4'                    | Georg Meyer (1907–1941)              |
|              | IN BREGENZ LEBTE ROSA MICHEL GEB. 1900 EINGEWIESEN 1918 HEILANSTALT HALL 'VERLEGT' 20.3.1941 NIEDERNHART, HARTHEIM ERMORDET 1941 'AKTION T4'                | Rosa Michel (1900–1941)              |
|              | IN BREGENZ LEBTE JOHANN ARMIN MÜLLER GEB. 1915 EINGEWIESEN 11.3.1933 KRANKENHAUS SIGMARINGEN 'VERLEGT' 12.12.1940 GRAFENECK ERMORDET 12.12.1940 'AKTION T4' | Johann Armin Müller (1915–1940)      |
|              | IN BREGENZ LEBTE VERONIKA PLATTNER GEB. 1894 EINGEWIESEN 31.3.1939 VALDUNA 'VERLEGT' 10.2.1941 NIEDERNHART, HARTHEIM ERMORDET 1941 'AKTION T4'              | Veronika Plattner (1894–1941)        |
|              | IN BREGENZ LEBTE WILHELMINE POSCHINGER GEB. 1876 EINGEWIESEN 14.2.1939 VALDUNA 'VERLEGT' 17.3.1941 NIEDERNHART, HARTHEIM ERMORDET 1941 'AKTION T4'          | Wilhelmine Poschinger (1876–1941)    |
|              | IN BREGENZ LEBTE WILHELM RAUCH GEB. 1922 EINGEWIESEN 12.11.1938 VALDUNA 'VERLEGT' 10.2.1941 NIEDERNHART, HARTHEIM ERMORDET 1941 'AKTION T4'                 | Wilhelm Rauch (1922–1941)            |
|              | IN BREGENZ LEBTE MARIA REHOR GEB. 1886 EINGEWIESEN 1914 VALDUNA 'VERLEGT' 10.2.1941 NIEDERNHART, HARTHEIM ERMORDET 1941 'AKTION T4'                         | Maria Rehor (1886–1941)              |
|              | IN BREGENZ LEBTE GEORG SOHLER GEB. 1915 EINGEWIESEN 3.1.1937 HEILANSTALT KAUFBEUREN 'VERLEGT' 26.8.1940 GRAFENECK ERMORDET 26.8.1940 'AKTION T4'            | Georg Sohler (1915–1940)             |
|              | IN BREGENZ LEBTE SOFIE TOTH GEB. 1888 EINGEWIESEN 1926 VALDUNA 'VERLEGT' 10.2.1941 NIEDERNHART, HARTHEIM ERMORDET 1941 'AKTION T4'                          | Sofie Toth (1888–1941)               |
|              | IN BREGENZ LEBTE ANNA TRIP GEB. 1889 EINGEWIESEN 1929 VALDUNA 'VERLEGT' 10.2.1941 NIEDERNHART, HARTHEIM ERMORDET 1941 'AKTION T4'                           | Anna Tripp (1889–1941)               |

## Verlegedatum
Am 14. März 2023 beschloss der Stadtrat der Landeshauptstadt Bregenz, Stolpersteine für die Bregenzer Opfer der Aktion T4 in Auftrag zu geben. Der Beschluss erfolgte auf Anregung der „Gedenkgruppe Bregenz“. Die 28 Stolpersteine wurden am 8. November 2024 in der unteren Rathausstraße verlegt, vor dem Vorarlberg Museum.